# Buick Skyhawk
Der Buick Skyhawk war in der ersten Generation ein unter der amerikanischen Automobilmarke Buick von General-Motors produziertes kompaktes Sportcoupé (Parallelmodell zum Chevrolet Monza und dessen Schwestermodellen), in der zweiten Generation eine mit dem Opel Ascona C (GM-J-Plattform) verwandte Modellfamilie der unteren Mittelklasse und das Schwestermodell des ersten Chevrolet Cavalier und dessen Derivaten.

## Skyhawk (1974–1980)
Technisch wie optisch engstens mit dem Chevrolet Monza verwandt, kam dieses dreitürige Sportcoupé im September 1974 auf den Markt, war im Gegensatz zum Chevrolet allerdings zeitlebens nur als Fließheckausführung erhältlich. Unterschiede zum Monza betrafen in erster Linie die leicht geänderte Frontpartie.

### Modellgeschichte

#### 1974
Zur Einführung des Skyhawk war dieser ausschließlich mit 3,8-Liter-V6 (105 PS) lieferbar. Alle Modelle verfügen über Hinterradantrieb und waren mit Vierganggetriebe (Serie), Fünfgangschongetriebe oder Dreistufenautomatik bestellbar.

#### 1975
Im Frühjahr wurde als preiswertere Einstiegsvariante der Skyhawk S nachgeschoben.

#### 1976
Als neues Extra gab es einen breiten, über das Dach laufenden Bügel in Aluminium-Optik hinter der B-Säule, kombiniert mit einem großflächigen Dacheinsatz aus transparentem, getöntem Glas („Astroroof“).

#### 1977
Neuer, einfacher gestalteter Kühlergrill.

#### 1978
Keine Änderungen.

#### 1979
Leichtes Facelift mit geänderter Motorhaube und Einfach- statt Doppelscheinwerfern. Um den lauen Absatz anzukurbeln, präsentierte Buick zwei Sondermodelle des Skyhawk: den Road Hawk als neues Spitzenmodell mit Sportfahrwerk, Spoilern und Habicht-Emblemen allenthalben; ferner den Skyhawk Designer´s Accent Edition (nur in Rot oder Gelb) mit schwarzen Zierelementen und etwas besserer Ausstattung als das Basismodell. Die Leistung des V6 wurde auf 115 PS erhöht.

#### 1980
Keine Änderungen mehr, da die Produktion zu Beginn des Jahres auslief.
Vom Skyhawk der ersten Generation fertigte Buick insgesamt etwa 115.000 Stück.

## Skyhawk (1982–1988)
Im Februar 1982 präsentierte Buick den Skyhawk der zweiten Generation mit Frontantrieb, der bis Herbst 1988 im Programm blieb. Es handelte sich dabei um ein Parallelmodell des Chevrolet Cavalier mit leicht abgeänderter Karosserie und Innenausstattung.

### Modellgeschichte

#### 1982
Einführung des neuen Skyhawk als zwei- und viertüriges Stufenheckmodell mit 1,8-Liter-Vergasermotor (89 PS/66 kW) und Vier- oder Fünfgangschaltgetriebe oder Dreigangautomatik in den Ausstattungsstufen Custom und Limited. Im Laufe des Modelljahres kamen eine Einspritzversion des 1,8-Liters (81 PS/60 kW) und, wie im Cavalier, ein Zweiliter-Vierzylinder mit Vergasern und 90 PS hinzu.

#### 1983
Neu in das Programm kommt der Skyhawk Kombi, der 1,8-Liter mit Vergasern entfällt, die Einspritzversion leistet jetzt 84 PS. Ebenfalls neu ist die Sportversion T-Type mit entsprechender Ausstattung und viel Mattschwarz an der Karosserie.

#### 1984
Leicht geänderte Frontpartie mit größeren Kühllufteinlässen, T-Type auch mit 1,8-Liter-Turbomotor (152 PS/111 kW) lieferbar.

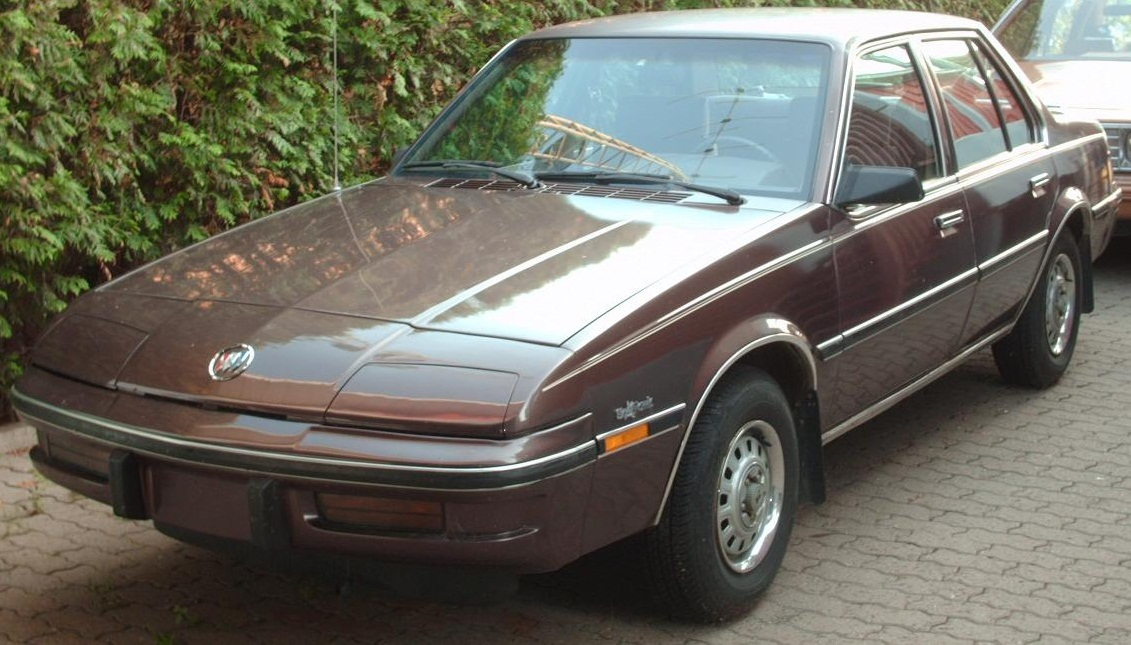
Buick Skyhawk Sedan (1986–1988)

#### 1985
Neue Farbpalette.

#### 1986
Einführung eines Fließheck-Coupés mit Heckklappe in der neuen Ausstattung „Sport“ und als T-Type. Alle Coupés (mit Ausnahme des Custom) erhalten eine neue Front mit Klappscheinwerfern und schwarz getönte Heckleuchtengläser.

#### 1987
Die Leistung des Zweiliters wird auf 96 PS (71 kW) erhöht, die Turbovariante leistet jetzt mit 167 PS (123 kW) 10 Prozent mehr als zuvor. T-Type entfällt.

#### 1988
Neue Ausstattungsvariante S/E für das Stufenheckcoupé mit Sportfahrwerk, Lederlenkrad, Drehzahlmesser usw. Geringfügig aufgewertete Ausstattung und Produktionsende.
Vom Buick Skyhawk der zweiten Generation entstanden insgesamt 520.000 Stück.